# Mubadala Citi DC Open 2024
Mubadala Citi DC Open 2024 byl společný tenisový turnaj na profesionálních okruzích mužů ATP Tour a žen WTA Tour, hraný  v Tenisovém centru Williama H.G. FitzGeralda. Padesátý pátý ročník mužského a dvanáctý ženského Washington Open probíhal mezi 29. červencem a 4. srpnem 2024 v americkém hlavním městě Washingtonu, D.C. na dvorcích s tvrdým povrchem Har-Tru.
Mužská polovina dotovaná 2 271 715 dolary se řadila do kategorie ATP Tour 500 jako třetí díl letní severoamerické US Open Series. Ženská část s rozpočtem 922 573 dolarů patřila do kategorie WTA 500. Nejvýše nasazenými singlisty se stali devátý hráč žebříčku Andrej Rubljov a světová trojka Aryna Sabalenková. Jako poslední přímí účastníci do dvouher nastoupili francouzský 108. tenista pořadí Harold Mayot a 90. žena klasifikace Lesja Curenková z Ukrajiny. V důsledku invaze Ruska na Ukrajinu na konci února 2022 řídící organizace tenisu ATP, WTA a ITF s grandslamy rozhodly, že ruští a běloruští tenisté mohli dále na okruzích startovat, ale do odvolání nikoli pod vlajkami Ruska a Běloruska.
Druhý singlový titul na okruhu ATP Tour vyhrál 24letý Američan Sebastian Korda, který se poprvé posunul do elitní světové dvacítky. V roce 1992 triumfoval ve Washingtonu i jeho otec Petr Korda. Na túře ATP tak vytvořili první dvojicí „otce a syna“, jejíž oba členové vyhráli stejný turnaj. Čtvrtou trofej ve dvouhře okruhu WTA Tour, a druhou v úrovni WTA 500, vybojovala 26letá Španělka Paula Badosová. Po Petrovové se stala druhou šampionkou startující na divokou kartu. Mužský debl ovládli  Američané Nathaniel Lammons s Jacksonem Withrowem, kteří si odvezli osmý společný titul. V ženské čtyřhře zvítězily jejich krajanky Asia Muhammadová s Taylor Townsendovou, jež získaly třetí párovou trofej.

## Rozdělení bodů a finančních odměn

### Rozdělení bodů
| Soutěž       | Soutěž        | vítězové | finalisté | semifinalisté | čtvrtfinalisté | 16 v kole | 32 v kole | 48 v kole | Q  | Q2 | Q1 |
| ------------ | ------------- | -------- | --------- | ------------- | -------------- | --------- | --------- | --------- | -- | -- | -- |
| dvouhra mužů | [ 2 ]         | 500      | 330       | 200           | 100            | 50        | 25        | 0         | 16 | 8  | 0  |
| čtyřhra mužů | [ 11 ] [ 12 ] | 500      | 330       | 200           | 100            | 0         | —         | —         | 16 | —  | 0  |
| dvouhra žen  | [ 3 ] [ 13 ]  | 500      | 325       | 195           | 108            | 60        | 1         | —         | 25 | 13 | 1  |
| čtyřhra žen  | [ 14 ]        | 500      | 325       | 195           | 108            | 1         | —         | —         | —  | —  | —  |

### Finanční odměny
| Soutěž                                  | Soutěž        | vítězové  | finalisté | semifinalisté | čtvrtfinalisté | 16 v kole | 32 v kole | 48 v kole | Q2      | Q1      |
| --------------------------------------- | ------------- | --------- | --------- | ------------- | -------------- | --------- | --------- | --------- | ------- | ------- |
| dvouhra mužů                            | [ 2 ] [ 15 ]  | 368 585 $ | 196 580 $ | 101 975 $     | 53 240 $       | 28 055    | 15 360 $  | 8 190 $   | 4 300 $ | 2 455 $ |
| čtyřhra mužů                            | [ 11 ] [ 12 ] | 129 010 $ | 68 800 $  | 34 810 $      | 17 410 $       | 9 010 $   | —         | —         | —       | —       |
| dvouhra žen                             | [ 3 ] [ 13 ]  | 142 000 $ | 87 655 $  | 51 204 $      | 26 955 $       | 13 710 $  | 9 830 $   | —         | 8 060 $ | 4 835 $ |
| čtyřhra žen                             | [ 14 ]        | 47 390 $  | 28 720 $  | 16 430 $      | 8 510 $        | 5 140 $   | —         | —         | —       | —       |
| částky ve čtyřhrách jsou uvedeny na pár |               |           |           |               |                |           |           |           |         |         |

## Mužská dvouhra

### Nasazení

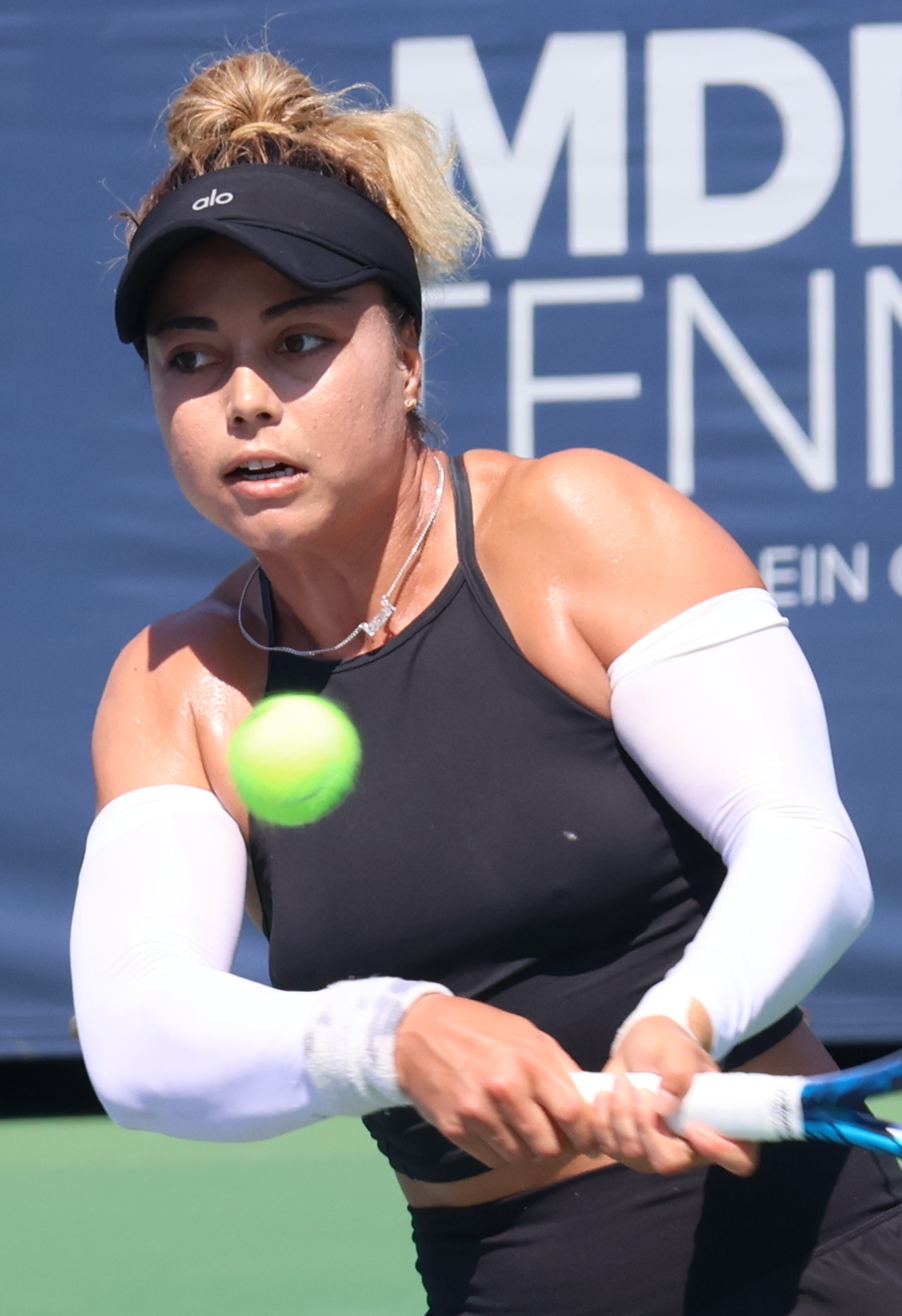
Renata Zarazúová

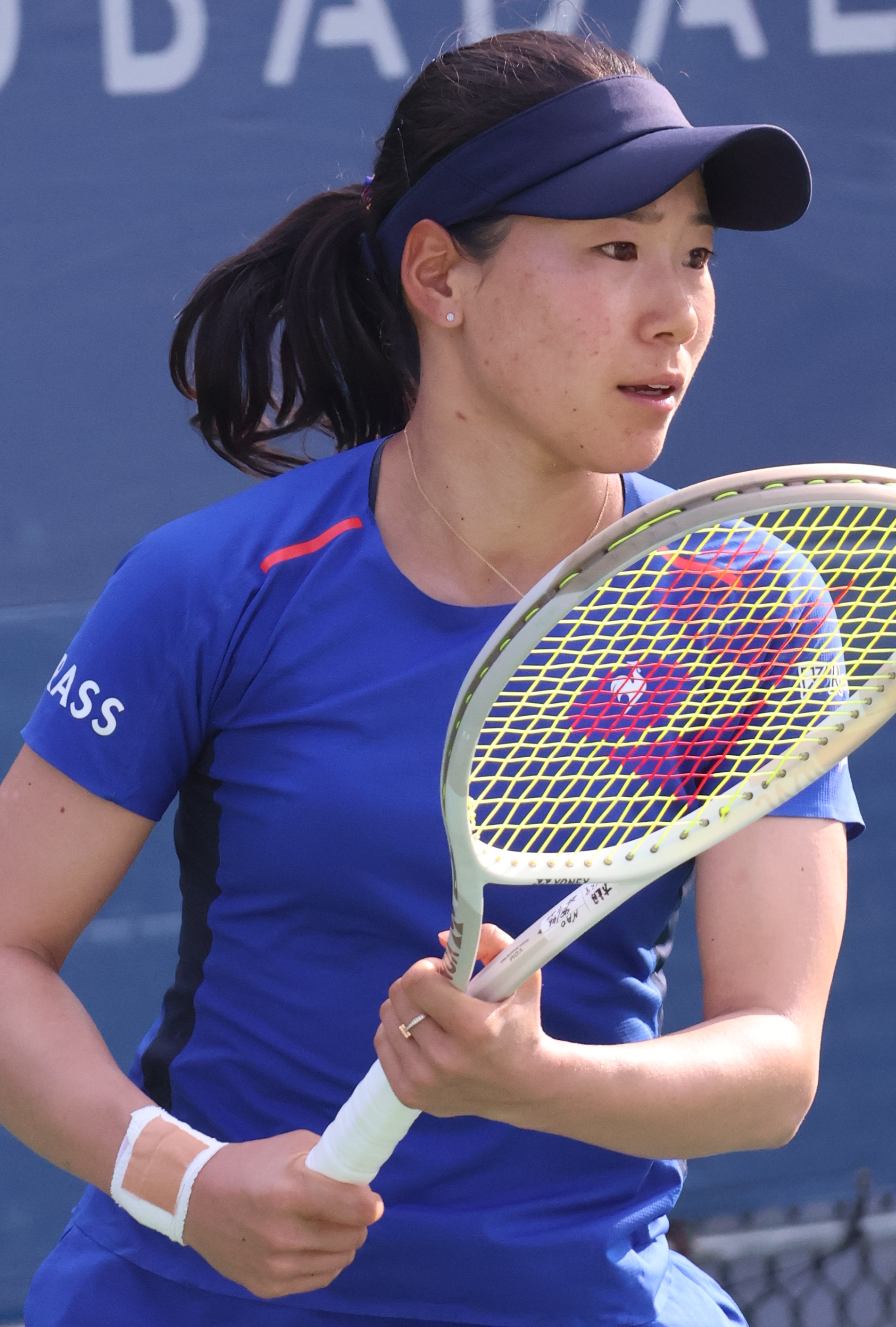
Nao Hibinová

| Stát                             | Hráč                        | ATP | Nasazení |
| -------------------------------- | --------------------------- | --- | -------- |
|                                  | Andrej Rubljov              | 9.  | 1.       |
| USA                              | Ben Shelton                 | 14. | 2.       |
|                                  | Karen Chačanov              | 22. | 3.       |
| USA                              | Sebastian Korda             | 23. | 4.       |
| USA                              | Frances Tiafoe              | 29. | 5.       |
| Francie                          | Adrian Mannarino            | 32. | 6.       |
| Austrálie                        | Jordan Thompson             | 41. | 7.       |
| Španělsko                        | Alejandro Davidovich Fokina | 43. | 8.       |
| Francie                          | Giovanni Mpetshi Perricard  | 47. | 9.       |
| Itálie                           | Flavio Cobolli              | 48. | 10.      |
| Španělsko                        | Roberto Carballés Baena     | 51. | 11.      |
| Srbsko                           | Miomir Kecmanović           | 52. | 12.      |
| USA                              | Brandon Nakashima           | 55. | 13.      |
| Austrálie                        | Aleksandar Vukic            | 60. | 14.      |
| USA                              | Alex Michelsen              | 61. | 15.      |
| Francie                          | Arthur Rinderknech          | 64. | 16.      |
| Žebříček ATP k 22. červenci 2024 |                             |     |          |

### Jiné formy účasti
Následující hráči obdrželi divokou kartu do hlavní soutěže:
- Alejandro Davidovich Fokina
- Reilly Opelka
- Andrej Rubljov
- Denis Shapovalov
- J. J. Wolf

Následující hráč nastoupil pod žebříčkovou ochranou:
- Lloyd Harris

Následující hráči postoupili z kvalifikace:
- Radu Albot
- Mattia Bellucci
- Maxime Cressy
- Hong Song-čchan
- Mitchell Krueger
- Elias Ymer

Následující hráč postoupil z kvalifikace jako šťastný poražený:
- Zachary Svajda

### Odhlášení
před zahájením turnaje
- Federico Coria → nahradil jej  Zachary Svajda
- Taró Daniel → nahradil jej  Adam Walton
- Grigor Dimitrov → nahradil jej  Cristian Garín
- Constant Lestienne → nahradil jej  Harold Mayot
- Maximilian Marterer → nahradil jej  Luca Van Assche
- Pedro Martínez → nahradil jej  Daniel Elahi Galán

## Mužská čtyřhra

### Nasazení
| Stát                                                                        | Hráč              | Stát               | Hráč              | ATP | Nasazení |
| --------------------------------------------------------------------------- | ----------------- | ------------------ | ----------------- | --- | -------- |
| Finsko                                                                      | Harri Heliövaara  | Spojené království | Henry Patten      | 33. | 1.       |
| Austrálie                                                                   | Max Purcell       | Austrálie          | Jordan Thompson   | 47. | 2.       |
| Spojené království                                                          | Jamie Murray      | Nový Zéland        | Michael Venus     | 51. | 3.       |
| USA                                                                         | Nathaniel Lammons | USA                | Jackson Withrow   | 56. | 4.       |
| Spojené království                                                          | Lloyd Glasspool   | Mexiko             | Santiago González | 59. | 5.       |
| Francie                                                                     | Sadio Doumbia     | Monako             | Hugo Nys          | 69. | 6.       |
| Spojené království                                                          | Julian Cash       | USA                | Robert Galloway   | 77. | 7.       |
| Brazílie                                                                    | Rafael Matos      | Brazílie           | Marcelo Melo      | 78. | 8.       |
| Žebříček ATP k 22. červenci 2024; číslo je součtem umístění obou členů páru |                   |                    |                   |     |          |

### Jiné formy účasti
Následující páry obdržely divokou kartu do hlavní soutěže:
- Thanasi Kokkinakis /  Frances Tiafoe
- Sebastian Korda /  Alex Michelsen

Následující pár postoupil do hlavní soutěže z kvalifikace:
- Diego Hidalgo /  John-Patrick Smith

Následující pár postoupil z kvalifikace jako šťastný poražený:
- Evan King /  Vasil Kirkov

### Odhlášení
před zahájením turnaje
- Alexander Erler /  Lucas Miedler → nahradili je  Alexander Erler /  Arthur Rinderknech
- Thanasi Kokkinakis /  Frances Tiafoe → nahradili je  Evan King /  Vasil Kirkov

## Ženská dvouhra

### Nasazení
| Stát                             | Hráčka                     | WTA | Nasazení |
| -------------------------------- | -------------------------- | --- | -------- |
|                                  | Aryna Sabalenková          | 3.  | 1.       |
|                                  | Darja Kasatkinová          | 12. | 2.       |
|                                  | Ljudmila Samsonovová       | 13. | 3.       |
| Tunisko                          | Ons Džabúrová              | 16. | 4.       |
|                                  | Anna Kalinská              | 17. | 5.       |
|                                  | Viktoria Azarenková        | 20. | 6.       |
|                                  | Anastasija Pavljučenkovová | 33. | 7.       |
| Belgie                           | Elise Mertensová           | 35. | 8.       |
|                                  | Anastasija Potapovová      | 41. | 9.       |
| Žebříček WTA k 22. červenci 2024 |                            |     |          |

### Jiné formy účasti
Následující hráčky obdržely divokou kartu do hlavní soutěže:
- Paula Badosová
- Robin Montgomeryová
- Clervie Ngounoueová
- Emma Raducanuová

Následující hráčka nastoupila pod žebříčkovou ochranou:
- Shelby Rogersová

Následující hráčka nastoupila jako náhradnice:
- Taylor Townsendová

Následující hráčky postoupily z kvalifikace:
- Amanda Anisimovová
- Hailey Baptisteová
- McCartney Kesslerová
- Kamilla Rachimovová

### Odhlášení
před zahájením turnaje
- Anna Kalinská → nahradila ji  Taylor Townsendová
- Madison Keysová → nahradila ji  Ashlyn Kruegerová
- Veronika Kuděrmetovová → nahradila ji  Wang Ja-fan
- Ču Lin → nahradila ji  Katie Volynetsová

## Ženská čtyřhra

### Nasazení
| Stát                                                                         | Hráčka            | Stát      | Hráčka             | WTA | Nasazení |
| ---------------------------------------------------------------------------- | ----------------- | --------- | ------------------ | --- | -------- |
| USA                                                                          | Asia Muhammadová  | USA       | Taylor Townsendová | 39. | 1.       |
| Mexiko                                                                       | Giuliana Olmosová |           | Alexandra Panovová | 65. | 2.       |
| Norsko                                                                       | Ulrikke Eikeriová | Estonsko  | Ingrid Neelová     | 69. | 3.       |
| Japonsko                                                                     | Miju Katová       | Indonésie | Aldila Sutjiadiová | 74. | 4.       |
| Žebříček WTA k 22. červenci 2024; číslo je součtem umístění obou členek páru |                   |           |                    |     |          |

### Jiné formy účasti
Následující páry obdržely divokou kartu do hlavní soutěže:
- Eugenie Bouchardová /  Sloane Stephensová
- Robin Montgomeryová  /  Clervie Ngounoueová

## Přehled finále

### Mužská dvouhra
- Sebastian Korda vs.  Flavio Cobolli, 4–6, 6–2, 6–0

### Ženská dvouhra
- Paula Badosová vs.  Marie Bouzková, 6–1, 4–6, 6–4

### Mužská čtyřhra
- Nathaniel Lammons /  Jackson Withrow vs.  Rafael Matos /  Marcelo Melo, 7–5, 6–3

### Ženská čtyřhra
- Asia Muhammadová /  Taylor Townsendová vs.  Ťiang Sin-jü /  Wu Fang-sien 7–6(7–0), 6–3